# 北京杜莎夫人蜡像馆

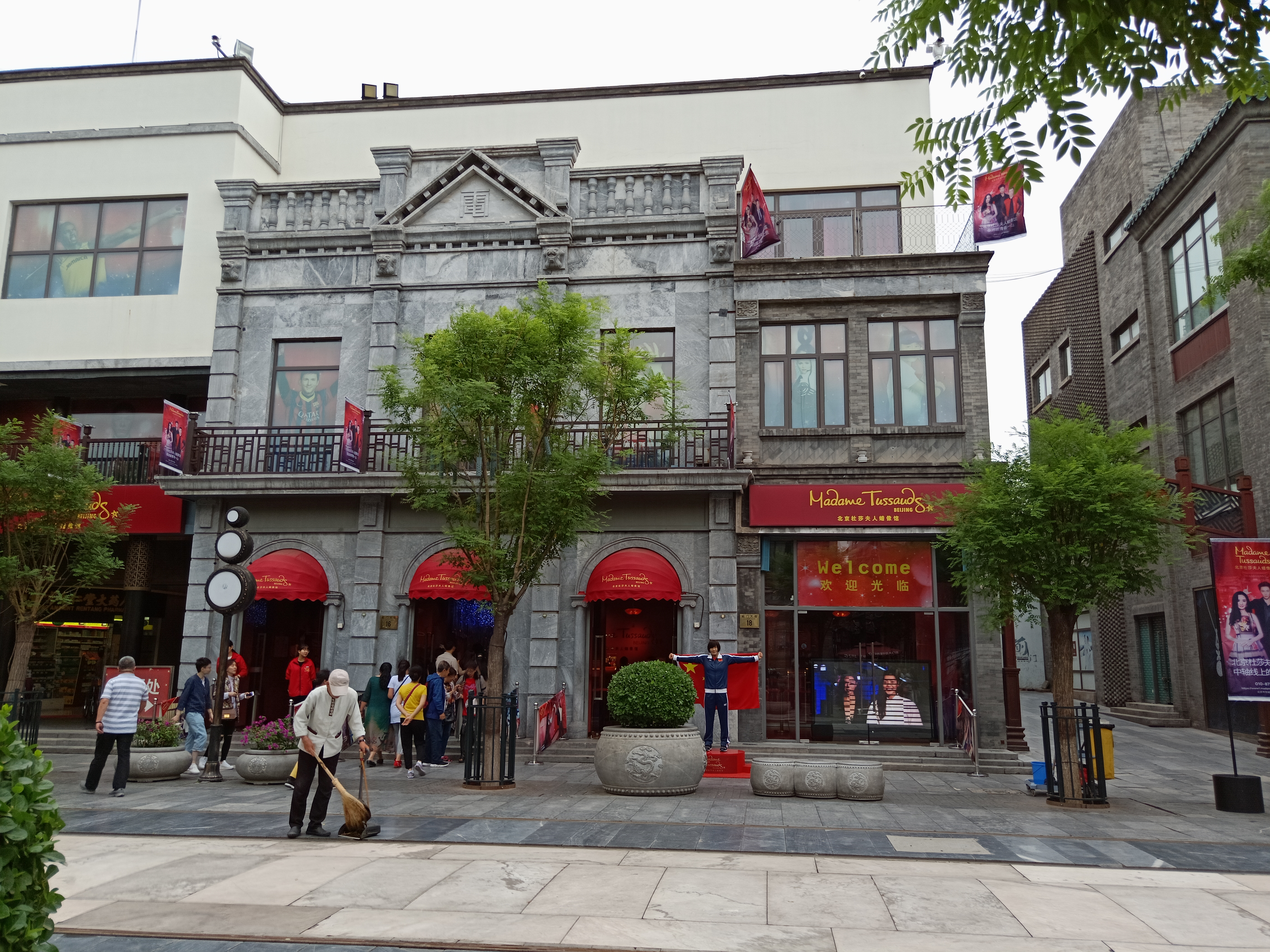
北京杜莎夫人蜡像馆

北京杜莎夫人蜡像馆，中国第四家杜莎夫人蜡像馆。

## 历史
2014年5月31日开馆，位于北京市东城区前门大街左侧。